# Кучковский сельсовет
Кучковский сельсовет — упразднённая административно-территориальная единица, существовавшая на территории Московской губернии и Московской области до 1954 года.
Кучковский сельсовет был образован в первые годы советской власти. По данным 1922 года он входил в состав Константиновской волости Сергиевского уезда Московской губернии.
В 1925 году к Кучковскому с/с был присоединён Дьяконовский с/с.
По данным 1926 года в состав сельсовета входили село Кучки; деревни Дьяконово, Коренеево, Никитское и Филисово.
В 1929 году Кучковский с/с был отнесён к Константиновскому району Кимрского округа Московской области.
17 июля 1939 года к Кучковскому с/с был присоединён Овчинниковский с/с (селения Овчинниково, Солнцево, Станки и хутор Высокое).
14 июня 1954 года Кучковский с/с был упразднён. При этом его территория была передана в Кузьминский с/с.